# Peter Ho Davies
Peter Ho Davies (Coventry, 30 agosto 1966) è uno scrittore britannico.

## Biografia
Nato nel 1966 a Coventry da padre gallese e madre cino-malese ha studiato all'Università di Manchester e di Cambridge e nel 1992 è emigrato negli Stati Uniti dove ha completato gli studi all'Università di Boston.
Nel 1997 ha esordito nella narrativa con la raccolta di racconti Aspettando Lady Godiva alla quale hanno fatto seguito 3 romanzi e un'altra collezione di short-stories.
Insignito di numerosi riconoscimenti, ha insegnato all'Università dell'Oregon e all'Università Emory ed è professore di lingua e letteratura inglese all'Università del Michigan.

## Opere

### Romanzi
- La ragazza gallese (The Welsh Girl, 2007), Torino, Bollati Boringhieri, 2009 traduzione di Simona Garavelli ISBN 978-88-339-1993-5.
- The Fortunes (2016)
- A Lie Someone Told You About Yourself (2021)

### Raccolte di racconti
- Aspettando Lady Godiva (The Ugliest House in the World, 1997), Pavia, Sartorio, 2005 traduzione di Massimo Bocchiola ISBN 88-6009-000-8.
- Equal Love (2000)

## Premi e riconoscimenti
- John Llewellyn Rhys Prize: 1998 vincitore con Aspettando Lady Godiva[7]
- H. L. Davis Award for Short Fiction: 1998 vincitore con Aspettando Lady Godiva[8]
- Guggenheim Fellowship: 2004[9]
- Booker Prize: 2007 nella longlist con La ragazza gallese[10]
- Premio PEN/Malamud: 2008[11]
- Anisfield-Wolf Book Award: 2017 vincitore nella categoria "Fiction" con The Fortunes[12]
- Chautauqua Prize: 2017 vincitore con The Fortunes[13]